# Second combat naval de Tripoli
Guerre de Tripoli
Batailles
- Tripoli (1er)
- Port de Tripoli (1er)
- Tripoli (2e)
- Port de Tripoli (2e)
- Derna

Le second combat naval de Tripoli est livré le 22 juin 1803 pendant la guerre de la côte barbaresques entre l'United States Navy et une polacre tripolitaine au large de Tripoli.
L'engagement, d'une durée de 45 minutes, résulte en la destruction de la polacre tripolitaine et le repli des autres patrouilleurs tripolitains. Les Américains abandonnent par la suite le blocus de la côte des Barbaresques, ne l'estimant plus nécessaire du fait de la destruction de la marine tripolitaine.